# Keith (Name)
Keith ist ein Familienname sowie ein männlicher Vorname. Eine Variante ist Keath.
Der Name Keith ist gälischen bzw. keltischen Ursprungs und bedeutet „Wald“ oder „vom Schlachtfeld“, er hat die gleiche Ableitung wie der Clan Keith.

## Verbreitung
In Deutschland kommt der Name mindestens seit 2008 in den Hitlisten vor. Er wird zwar fast jährlich vergeben, aber in einem eher geringen Umfang. Der Name befindet sich in Österreich seit 1991 in den Hitlisten, seit 2010 wird er öfter vergeben. Von 1991 bis 2023 aber nur sechs Mal. In der Schweiz tragen 218 Jungen den Namen (Stand 2023). Der Name ist in den Niederlanden seit Anfang der 1940er Jahre regelmäßig in den Hitlisten anzutreffen. Er ist aber nur mäßig beliebt und wurde von 1930 bis 2023 circa 450 Mal vergeben. Seine Vergabe ist auch in Belgien, Frankreich und Polen nachgewiesen.
In den nordischen Ländern ist Keith besonders in Schweden beliebt, er wird aber auch in Dänemark und Norwegen bei der Namenswahl berücksichtigt.
In den USA befindet sich der Name seit 1888 in den Top-1000. Von 1946 bis 1991 lag er stets in den Top-100, und zwischen 1952 und 1978 sogar in den Top-50. Die höchste Platzierung liegt mit Rang 32 im Jahr 1966. Von 1930 bis 2023 wurde er etwa 423.000 Mal vergeben. In Kanada befand sich der Name von 1920 bis 1991 konstant in den Top-100. Keith war von 1952 bis 1969 in den Top-100 von Australien. Die höchste Platzierung erzielte er im Jahr 1952 mit Rang 40. Der Name lag in Neuseeland von 1900 bis 1968 in den Top-100. Den besten Platz belegte der Name im Jahr 1929 mit Rang 14.
Der Name war in England und Wales von 1996 bis 2005 in den Top-1000 der Vornamenscharts. Im Jahr 1996 lag er auf Rang 379, danach ließ seine Beliebtheit nach. In Schottland belegte der Name von 1940 bis 1991 stets einen Platz in den Top-100. Die beste Platzierung erzielte er im Jahr 1975 mit Rang 38. In Nordirland wird Keith seit 1997 fast jedes Jahr bei der Namenswahl berücksichtigt, jedoch in einem geringen Volumen. In Irland lag der Name Keith von 1964 bis 2003 in den Top-100. Am beliebtesten war er zwischen 1973 und 1985, in dieser Zeit befand der Name sich in den Top-30.

## Namensträger

### Vorname
- Keith Alexander (1956–2010), englischer Fußballspieler und -trainer
- Keith Alexander (1963–2005), amerikanischer Musiker und Tätowierkünstler
- Keith B. Alexander (* 1951), US-amerikanischer General und Nachrichtendienstbeamter
- Keith Armstrong (* 1946), britischer Autor und Dichter
- Keith Armstrong (* 1957), englisch-finnischer Fußballspieler und -trainer
- Keith Birlem (1915–1943), US-amerikanischer American-Football-Spieler und Soldat
- Keith Brooking (* 1975), US-amerikanischer American-Football-Spieler
- Keith Campbell (1931–1958), australischer Motorradrennfahrer
- Keith Campbell (1954–2012), britischer Biologe
- Keith Caputo (* 1973), Sänger der Band Life of Agony
- Keith Carney (* 1970), US-amerikanischer Eishockeyspieler
- Keith Carradine (* 1949), US-amerikanischer Schauspieler
- Keith DeCandido (* 1969), US-amerikanischer Autor
- Keith Donald R. (1927–2004). US-amerikanischer Viersterne-General
- Keith Ellison (* 1963), US-amerikanischer demokratischer Politiker
- Keith Emerson (1944–2016), britischer Keyboarder, Pianist und Komponist
- Keith Fahey (* 1983), irischer Fußballspieler
- Keith Flint (1969–2019), Sänger der Band The Prodigy
- Keith Gardner (1929–2012), jamaikanischer Leichtathlet
- Keith Haring (1958–1990), US-amerikanischer Künstler
- Keith Hefner (1929–2016), US-amerikanischer Schauspieler und Komponist
- Keith Herft, Spezialeffektkünstler
- Keith Herrmann (1952–2021), US-amerikanischer Musiker und Komponist
- Keith Jarrett (* 1945), US-amerikanischer Jazzpianist
- Keith Johnstone (1933–2023), britischer Regisseur, Erfinder des Improvisationstheaters und Theatersports
- Keith Krehbiel (* 1955), US-amerikanischer Politikwissenschaftler
- Keith Lehrer (* 1936), US-amerikanischer Philosoph und Hochschullehrer
- Keith Levene (1957–2022), britischer Musiker
- Keith Loftis (* 1971), US-amerikanischer Jazzmusiker
- Keith Magnuson (1947–2003), kanadischer Eishockeyspieler
- Keith Millard (* 1962), US-amerikanischer American-Football-Spieler
- Keith Moon (1946–1978), britischer Schlagzeuger
- Keith Reid (1946–2023), britischer Songtexter
- Keith Richards (* 1943), britischer Rockgitarrist
- Keith Ridgway (* 1965), irischer Schriftsteller
- Keith Smiley (1828–1912), US-amerikanischer Quäker, Pädagoge und Philanthrop, siehe Albert Keith Smiley
- Keith Soothill (1941–2014), britischer Kriminologe und Sozialforscher
- Keith Tilston (* 1982), US-amerikanischer Pokerspieler
- Keith Tippett (1947–2020), britischer Jazzpianist und Komponist
- Keith Urban (* 1967), australischer Sänger und Musiker
- Keith Vickerman (1933–2016), britischer Zoologe und Parasitologe
- Keith Vreeland (1937/38–2018), US-amerikanischer Jazzmusiker und Hochschullehrer
- Keith Warner (* 1956), britischer Opernregisseur
- Keith West (* 1943), britischer Sänger und Musikproduzent

Variante Keath:
- Keath Fraser (* 1944), kanadischer Schriftsteller

### Familienname
- Agnes Newton Keith (1901–1982), US-amerikanische Schriftstellerin
- Alexander Keith (1795–1873), schottisch-kanadischer Unternehmer, Gründer der Brauerei Alexander Keith’s
- Alexander Keith, Geburtsname von William King Thomas (1827–1875), kanadischer Attentäter
- Alexander Keith (Schauspieler) (* 1971), US-amerikanischer Schauspieler
- Alexander M. Keith (1928–2020), US-amerikanischer Jurist und Politiker
- Algernon Keith-Falconer, 9. Earl of Kintore (1852–1930), britischer Politiker, Gouverneur von South Australia
- Allan Keith (1889–1953), kanadischer Kunstturner
- Andreas Keith-Volkmer, deutscher Politiker (AfD)
- Andrew Keith, 1. Lord Dingwall, schottischer Adliger
- Arthur Keith (1866–1955), schottischer Anatom und Anthropologe
- Arthur Keith, 10. Earl of Kintore (1879–1966), britischer Peer
- Arthur Berriedale Keith (1879–1944), schottischer Sanskritforscher und Historiker
- Ben Keith (1937–2010), US-amerikanischer Musiker und Musikproduzent
- Bill Keith (1939–2015), US-amerikanischer Bluegrass-Musiker
- Brian Keith (1921–1997), US-amerikanischer Theater-, Film- und Fernseh-Schauspieler
- Cam Keith (* 1980), kanadischer Eishockeyspieler
- Carl Donald Keith (1920–2008), US-amerikanischer Chemiker
- Claire Keith (* 1993 als Kathy Jane Keith), US-amerikanische Schauspielerin und Sängerin
- Cole Keith (* 1997), kanadischer Rugby-Union-Spieler
- Colin Keith, schottischer Squashspieler
- David Keith (* 1954), US-amerikanischer Schauspieler
- David Keith (Physiker), US-amerikanischer Hochschullehrer für angewandte Physik
- Dick Keith (1933–1967), nordirischer Fußballspieler
- Dora Wheeler Keith (1856–1940), US-amerikanische Malerin und Illustratorin
- Duncan Keith (* 1983), kanadischer Eishockeyspieler
- Elmer Keith (1899–1984), US-amerikanischer Waffenexperte, Sachbuchautor und Schriftsteller
- George Keith (Quäker) (1638/1639–1716), schottischer Quäker und Missionar
- George Keith, 4. Earl Marischal († 1623), schottischer Adliger
- George Keith, 9. Earl Marischal (um 1693–1778), schottischer Adliger
- George Keith (Fußballspieler) (* 1944), schottisch-australischer Fußballspieler
- Hastings Keith (1915–2005), US-amerikanischer Politiker
- Henry Keith, Baron Keith of Kinkel (1922–2002), britischer Jurist
- Hervey de Keith, Marschall von Schottland
- Ian Keith (eigentlich Keith Ross, 1899–1960), US-amerikanischer Theater- und Filmschauspieler
- Ian Keith, 12. Earl of Kintore (1908–1989), britischer Peer
- Ion Keith-Falconer (1856–1887), britischer Gelehrter, Missionar und Radrennfahrer
- J. J. Keith, britisch-irischer  Filmregisseur und Filmproduzent
- James Keith (auch Jakob Keith, 1696–1758), preußischer Feldmarschall
- James Keith, Baron Keith of Avonholm (1886–1964), britischer Jurist
- Jens Keith  (Pseudonym für: Otto Precht; 1898–1958), deutscher Tänzer, Choreograph und Schauspieler
- John D. Keith (1908–1989), Kinderkardiologe
- Kenneth Keith (* 1937), neuseeländischer Jurist
- Kenneth Keith, Baron Keith of Castleacre (1916–2004), britischer Unternehmer und Merchant Banker
- Larry Keith (1931–2010), US-amerikanischer  Film-, Theater und Fernsehschauspieler
- Linda Keith (* 1946), britisches Model
- Matt Keith (* 1983), kanadischer Eishockeyspieler
- Max Keith († 1987), deutscher Geschäftsmann
- Megan Keith (* 2002), britische Langstreckenläuferin
- Michael Keith, 13. Earl of Kintore (1939–2004), britischer Peer und Politiker
- Mike Keith (* 1955), amerikanischer Mathematiker
- Minor Cooper Keith (1848–1929), amerikanischer Geschäftsmann
- Peter Karl Christoph von Keith (1711–1756), Freund Friedrichs des Großen
- Robert Keith, 1. Lord Altrie († 1596), schottischer Adliger
- Robert Keith († 1446) († 1446), schottischer Adliger, Marschall von Schottland
- Robert Keith (Schauspieler) (1898–1966), US-amerikanischer Schauspieler und Theaterautor
- Robert Keith-Reid (1941–2006), fidschianischer Journalist
- Rosalind Keith (1916–2000), US-amerikanische Schauspielerin
- Sandra Keith (* 1980), kanadische Biathletin
- Stuart Keith (1931–2003), US-amerikanischer Ornithologe britischer Herkunft
- Sydney Keith-Falconer, 11. Countess of Kintore (1874–1974), britische Peeress
- Tay Keith (* 1996), US-amerikanischer Plattenproduzent und Songwriter
- Thomas Keith (1827–1895), schottischer Chirurg, Gynäkologe und Fotograf
- Toby Keith (1961–2024), US-amerikanischer Country-Sänger
- William de Keith († um 1293), schottischer Adliger und Marschall von Schottland
- William Keith († 1352), schottischer Adliger und Marschall von Schottland
- William Keith († 1413), schottischer Adliger und Marschall von Schottland
- William Keith († 1444), schottischer Adliger und Marschall von Schottland
- William Keith, 1. Earl Marischal († 1483), schottischer Adliger
- William Keith, 2. Earl Marischal († 1530), schottischer Adliger
- William Keith, 3. Earl Marischal (1506–1581), schottischer Adliger
- William Keith, 5. Earl Marischal (um 1585–1635), schottischer Adliger
- William Keith, 6. Earl Marischal (1614–1671), schottischer Adliger
- William Keith, 8. Earl Marischal (um 1664–1712), schottischer Adliger
- William Keith (1838–1911), schottisch-amerikanischer Maler der Düsseldorfer Schule
- William H. Keith, Jr. (* 1950), US-amerikanischer Schriftsteller